# Ochetostoma hupferi
Ochetostoma hupferi är en djurart som tillhör fylumet skedmaskar, och som först beskrevs av Fischer 1895.  Ochetostoma hupferi ingår i släktet Ochetostoma och familjen Echiuridae. Inga underarter finns listade i Catalogue of Life.